# 마리오 vs. 동키콩
《마리오 vs. 동키콩》(Mario vs. Donkey Kong)은 마리오와 동키콩 시리즈의 하위 시리즈이며 퍼즐 비디오 게임에 기반을 둔다. 마리오와 동키콩 간의 싸움과 폴린의 귀환을 나타낸다.

## 주요 게임
- 마리오 vs. 동키콩(Mario vs. Donkey Kong)
- 마리오 vs. 동키콩 2(Mario vs. Donkey Kong 2: March of the Minis!)
- 마리오 vs. 동키콩: 미니스 마치 어게인(Mario vs. Donkey Kong: Minis March Again!)
- 마리오 vs. 동키콩: 미니 랜드 메이햄(Mario vs. Donkey Kong: Mini-Land Mayhem!)
- 마리오 vs. 동키콩: 티핑 스타즈(Mario vs. Donkey Kong: Tipping Stars)